# Meubles South Shore
Meubles South Shore est un fabricant de meubles nord-américain comptant plus de 700 employés dans 3 usines, 2 au Canada et 1 au Mexique.  

## Historique

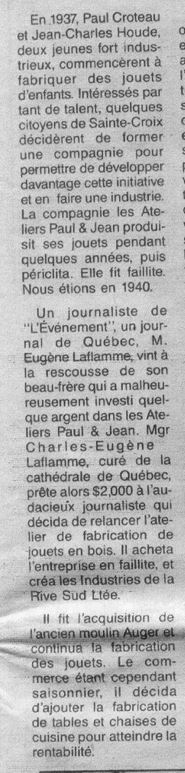

Avant de fonder les Industries de la Rive Sud, Eugène Laflamme rachète, en 1940, les Ateliers Paul et Jean de Sainte-Croix-de-Lotbinière, une entreprise en faillite qui fabriquait des jouets en bois. Étant donné qu’il s’agit de produits saisonniers, monsieur Laflamme décide de se lancer dans la production de tables et de chaises de cuisine en bois. En
1941 et en 1951, l’usine est touchée par des incendies, ce qui entraîne sa reconstruction à 2 reprises, toujours au même lieu. Un peu plus tard, en 1952, le mobilier de cuisine en chrome fait son arrivée sur le marché, et celui en bois est laissé de côté. Cela pousse l’entreprise à se diriger graduellement vers la fabrication de meubles pour la chambre à coucher.  
En 1970, Guy Laflamme, le fils d'Eugène Laflamme, lui succède au poste directeur général des Industries de la Rive Sud. À partir de ce moment, l’entreprise connaît une forte expansion, d’abord grâce à l’achat et l’affiliation de Morrissette et frères à Laurierville. Par la suite, les Industries de la Rive Sud acquièrent J.W. Kilgour ltd de Coaticook en 1978. Au fil du temps, la compagnie continue d’investir dans ces trois usines et de les agrandir afin d’augmenter la capacité de production. 
Jean Laflamme se joint à l’entreprise en 1986. Son père Guy Laflamme le nomme président 13 ans plus tard (1999), mais demeure président du Conseil d’administration jusqu’à son décès, en 2011. Jean Laflamme représente ainsi la troisième génération de dirigeants des Industries de la Rive Sud,.
En 2010, à l’occasion de ses 70 ans, l’entreprise « Les Industries de la Rive Sud » devient « Meubles South Shore » et fait l’acquisition d’une usine à Ciudad Juárez, au Mexique.

## Équipe
La maison mère est située à Sainte-Croix-de-Lotbinière, où sont concentrés la plupart des postes de nature administrative. L’entreprise possède aussi trois usines dont deux au Québec (Sainte-Croix-de-Lotbinière et Coaticook) et l’une au Mexique. 